# 高取站
高取站（日语：／ Takatori eki */?）是位於廣島縣廣島市安佐南區長樂寺一丁目，廣島高速交通的廣島新交通1號線（Astram線）車站。

## 歷史
- 1994年（平成6年）8月20日 - 車站啟用[1]。
- 1999年（平成11年）3月20日 - 在時間表修正後，此站成為急行列車通過站[1]。
- 2001年（平成13年） - 成為業務委託車站[2]。
- 2004年（平成16年）3月20日 - 在時間表修正後，取消急行列車班次，所有列車停靠此站[1]。
- 2009年（平成21年）8月8日 - 此站開始可以使用PASPY[1]。
- 2015年（平成27年） - 站內廣播與月台發車牌翻新至與新白島站同等級。

## 車站構造
車站是一座架空車站，設有1面2線的島式月台。月台下一層設有售票機和閘機。
車站顏色為■粉紅色。

### 月台
| 月台 | 路線             | 上下行 | 方向           |
| ---- | ---------------- | ------ | -------------- |
| 1    | ■廣島新交通1號線 | 下行   | 廣域公園前方向 |
| 2    | ■廣島新交通1號線 | 上行   | 本通方向       |

## 車站周邊
- youme Town安古市（日语：ゆめタウン安古市）
- MaxValu（日语：マックスバリュ）高取店
- Yamaya高取店
- 廣島市立安北小學
- 廣島市立高取北中學
- 廣島高取郵局
- 紅葉銀行安中央出張所
- 鷗州塾高取校

## 利用状況
以下數據取自《廣島市統計書》。Astram線公開了「1年總乘車人次」和「1年總下車人次」。1日平均乘車人次數據中，是以當年度的總乘車人次除以365（閏年為366），再取自小數點後1位。Astram線所提供的數據以1,000人為單位，因此，平均數中會有誤差。
| 年度               | 1日平均 乘車人次 | 1年總 乘車人次 | 1年總 下車人次 |
| ------------------ | ---------------- | -------------- | -------------- |
| 1995年（平成07年） | 1,158.5          | 424,000        | 372,000        |
| 1996年（平成08年） | 1,315.1          | 480,000        | 421,000        |
| 1997年（平成09年） | 1,364.4          | 498,000        | 429,000        |
| 1998年（平成10年） | 1,342.5          | 490,000        | 427,000        |
| 1999年（平成11年） | 1,390.7          | 509,000        | 445,000        |
| 2000年（平成12年） | 1,413.7          | 516,000        | 454,000        |
| 2001年（平成13年） | 1,424.7          | 520,000        | 464,000        |
| 2002年（平成14年） | 1,441.1          | 526,000        | 475,000        |
| 2003年（平成15年） | 1,502.7          | 550,000        | 511,000        |
| 2004年（平成16年） | 1,495.9          | 546,000        | 504,000        |
| 2005年（平成17年） | 1,490.4          | 544,000        | 499,000        |
| 2006年（平成18年） | 1,495.9          | 546,000        | 499,000        |
| 2007年（平成19年） | 1,521.9          | 557,000        | 508,000        |
| 2008年（平成20年） | 1,517.8          | 554,000        | 512,000        |
| 2009年（平成21年） | 1,446.6          | 528,000        | 487,000        |
| 2010年（平成22年） | 1,419.2          | 518,000        | 480,000        |
| 2011年（平成23年） | 1,415.3          | 518,000        | 478,000        |
| 2012年（平成24年） | 1,430.1          | 522,000        | 487,000        |
| 2013年（平成25年） | 1,413.7          | 516,000        | 485,000        |
| 2014年（平成26年） | 1,413.7          | 516,000        | 481,000        |
| 2015年（平成27年） | 1,472.7          | 539,000        | 509,000        |
| 2016年（平成28年） | 1,506.8          | 550,000        | 520,000        |
| 2017年（平成29年） | 1,493.2          | 545,000        | 518,000        |
| 2018年（平成30年） | 1,515.1          | 553,000        | 521,000        |
| 2019年（令和元年） | 1,475.4          | 540,000        | 508,000        |

## 相鄰車站
廣島高速交通
廣島新交通1號線（Astram線）
上安－高取－長樂寺

## 注腳
1. 1 2 3 4 5  曾根悟（監修）. 朝日新聞出版分冊百科編集部（編集） , 编. . 週刊朝日百科. 30号 モノレール・新交通システム・鋼索鉄道. 朝日新聞出版. 2011-10-16: 25 （日语）.
2. ↑   (PDF). 廣島高速交通.   [2017-08-08]. （原始内容存档 (PDF)于2021-06-02） （日语）.

## 外部連結
- Astram線　官方網站 （页面存档备份，存于）（日語）